# Чиринда
Чи́ринда — посёлок в Эвенкийском районе Красноярского края. Образует сельское поселение посёлок Чиринда как единственный населённый пункт в его составе.
До 2002 года согласно Закону об административно-территориальном устройстве Эвенкийского автономного округа — село.

## География
Расположен на берегу одноимённого озера в зоне лесотундры.
Является одним из самых северных поселений Эвенкийского района Красноярского края, наряду с посёлком Ессей, который всё же на более чем сотню километров расположен севернее.
Климат посёлка субарктический, континентальный.

## История
До 1924 года Чиринда была административным центром Илимпийской волости.

## Население
| 2010 | 2012 | 2013 | 2014 | 2015 | 2016 | 2017 |
| ---- | ---- | ---- | ---- | ---- | ---- | ---- |
| 211  | ↗212 | ↘199 | ↘194 | ↘190 | ↘187 | ↗191 |
| 2018 | 2019 | 2020 | 2021 |      |      |      |
| ↗197 | ↗202 | ↘197 | ↗220 |      |      |      |

Основные занятия населения охота, рыбалка и пушной промысел.
В посёлке у всех частные дома, есть огороды, на которых выращивают картошку, в теплицах – огурцы и помидоры. Чумы используют до сих пор как летние кухни.

## Местное самоуправление
Чириндский поселковый Совет депутатов
Дата избрания: 13.09.2020. Срок полномочий: 5 лет. Председатель Совета Демьянова Маргарита Аркадьевна.
| Фракция        | Кол-во депутатов |
| -------------- | ---------------- |
| Единая Россия  | 3                |
| Самовыдвижение | 4                |

Глава посёлка
- Демьянова Маргарита Аркадьевна. Дата избрания: 08.09.2024 года. Срок полномочий: 5 лет.

Руководители посёлка
- Удыгир Аркадий Ануфриевич — глава с 1992 по 1996 год.
- Комбагир Василий Иванович (1952—2025) — глава с 1998 по 2011 год.
- Кухта Андрей Николаевич — глава с 2011 по 2013 год.
- Осогосток Алексей Семёнович (1956—2020) — глава с 2013 по 2015 год.

## Инфраструктура
В посёлке имеются филиал МКОУ Туринская средняя школа — интернат имени Алитета Николаевича Немтушкина Чириндинская начальная школа — детский сад имени Н. К. Оегира, три магазина, библиотека, дом культуры, вертолетная площадка и фельдшерско-акушерский пункт.